# 西波蒂瓜爾中區
西波蒂瓜爾（葡萄牙語：Oeste Potiguar）是巴西東北部北里約格朗德州的一個中區。

## 小區
西波蒂瓜爾共下轄7個小區：
- 阿波迪的沙帕達
- 西梅迪奧
- 莫索羅
- 保杜斯費魯斯
- 聖米格爾的塞拉
- 烏馬里扎爾
- 阿蘇谷